# Hyles flaveola
Hyles flaveola är en fjärilsart som beskrevs av Bandermann. 1928. Hyles flaveola ingår i släktet Hyles och familjen svärmare. Inga underarter finns listade i Catalogue of Life.